# Feröeri lánctánc

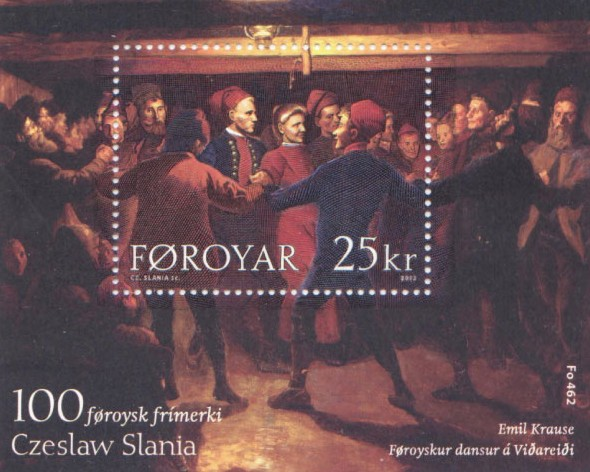
Feröeri lánctánc egy 1904-es festményen

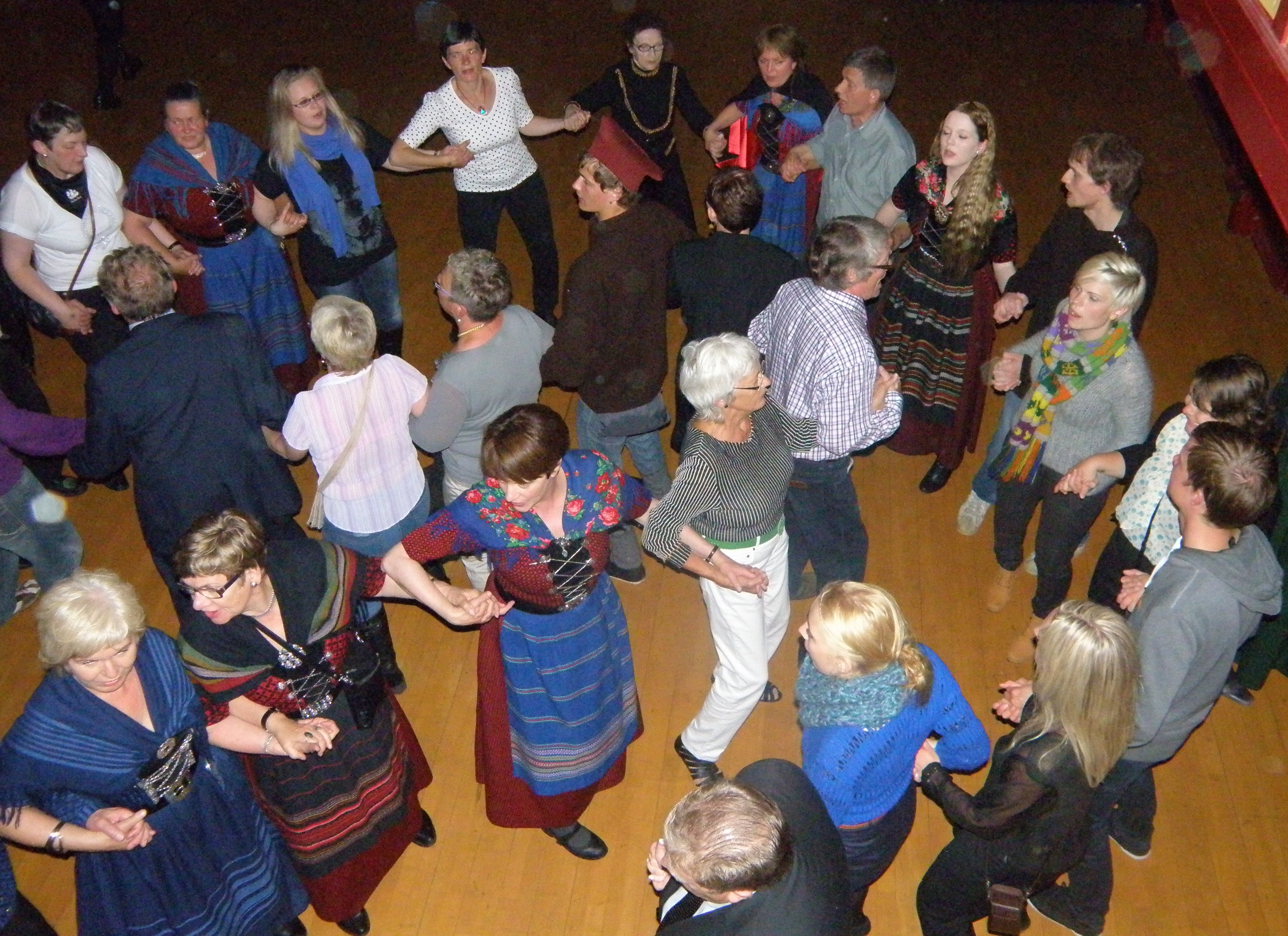
Feröeri lánctánc 2011-ben Ólavsøka ünnepén

A feröeri lánctánc (feröeriül: føroyskur dansur) a feröeriek nemzeti tánca, amelyet balladákkal (kvæði) kísérnek. A feröeri lánctánc egy középkori eredetű körtánc; ennek a táncformának az európai tánckultúrában nagy múltja van, de mára csak itt, illetve a Balkánon és részben Kelet-Európában maradt fenn élő hagyományként (a moldvai és gyimesi csángók, valamint a bukovinai székelyek tánckultúrájában is jelen van). Hagyományosan körben táncolják, de ha sokan vannak, a kör változatos alakzatokat ölthet, miközben az emberek továbbra is egy folytonos láncot alkotnak.
A ballada éneklését egy vagy több ember vezeti, míg a versszakok közötti refrént mindenki együtt énekli. A dal történetének eseményei, hangulatai a táncban is megjelennek. Az alaplépés két lépés az egyik, majd egy lépés a másik irányba (Feröer-lépés). A táncnak több különféle változata létezik.